# Василий Лупу
Василий Лупу (на молдовски: Василе Лупу; 1595 – 1661) е молдовски княз (войвода), управлявал от 1634 до 1653 г. Организира всеправославния и светлейши синод в Яш.

## Произход
Василий е син на Никола Коча Лупу. Съществуват противоречия относно народностния произход на този княз. Смята се, че той е от смесен албано-гръко-влашки произход. Според някои проучвания родът му по бащина линия е с албански и/или гръко-аромънски корени, като се заселва във Влашко от Арбанаси, днешна България, където предците им преди това се преселват от Епир. Майка му вероятно е молдовска влахинка.
Неговият произход е отбелязан в едно житие на Света Петка Търновска, чийто автор е критският грък Мелетий Сиригос. Същият е основен съветник на Василий Лупу по религиозните дела. Спирайки се на православния събор, проведен през 1642 г. в Молдова, Сиригос пише:
| „ | Присъстваше и Васил войвода, на когото прадедите са от албански род, от село наричано Алванитохори на Каркиануполис в Търновска епархия. | “ |

От друга страна във въведение на грамота на патриарх Партений I се казва, че е обявил за ставропигиално село:
| „ | Алванитохорион в Червенската епископия, родина на владетеля на Молдова – Василий. | “ |

Не е ясно за кое Арбанаси става въпрос. Някои изследователи приемат, че Алванитохори на Каркиануполис означава Арбанаси край Марцианопол, и че се касае за днешното Пороище, Разградско. Същевременно, близо до останките на Марцианопол се намира село Староселец, което през Османското владичество също носи името Арбанаси. Други учени смятат, че щом селото е попадало в Търновска епархия и Червенската епископия, то е било Арбанаси край Търново.
Точната година на раждането на Лупу не е известна. Различните румънски историци поставят годината му на раждане между 1590 и 1597. През 1593 г. баща му е вече велик княз на Молдова, а след година е господар на Влашко и по това време вече е женен за Ирина, дъщеря на молдовски болярин. Това означава, че Василий е роден по тези земи.

## Управление
Лупу прекарва голяма част от управлението си в борба с влашкия княз Матей Басараб, опитвайки се да наложи сина си на трона в Букурещ. След един бунт на местните боляри срещу идващите от чужбина фанариоти (главно гърци) по благоволение на Портата, Лупу Кочи успява през 1634 г. да заеме молдовския трон.
Василе Лупу има качества на способен администратор и финансист, което го превръща в най-богатия човек в източноправославния свят по негово време. Василе Лупу вижда в себе си основен защитник на християнството в Османската империя и мечтае за възстановяване на Византия. В двора на издигната за Яшкия събор манастирска църква посветена на тримата всеправославни кападокийски светители отваря първото висше славяно-гръцко училище, по-известно по неговото име като Академия Василиана, просъществувало до смъртта му.
Свален е от княжеския престол в 1653 г. След това заминава в изгнание и умира като фанариот в Цариград през 1661 г.

## Семейство
Княз Василий Лупу има два брака:
1) с Тудоска, от която има четири деца:
- Йоан Лупу, претендент за трона на Влахия през 1636 г.
- неизвестна по име дъщеря, омъжена за венецианския посланик
- Мария Лупу, омъжена за литовския велик княз Януш II Радживил
- Роксана Лупу (1630 – 1687), омъжена за Тимош Хмелницки

- Портрет на Мария Лупу с първата жена на съпруга си княз Януш II Радживил
- Пощенска марка с образа на Роксана Лупу

2) с Екатерина, от която има едно дете:
- Стефаница Лупу (1641 – 1661), княз на Молдова (1659 – 1661)

Княжеските гробове на Василий Лупу, неговата първа жена и сина им Стефаница Лупу се намират в построената от Василий Лупу църква „Три Светители“ в Яш.